# أرشيبالد سكوت كوبر
أرشيبالد سكوت كوبر (بالإنجليزية: Archibald Scott Couper)‏ (31 مارس 1831 - 11 مارس 1892) كيميائي اسكتلندي افترض نظرية قديمة حول البنية والترابط الكيميائي، وهو الذي افترض وجود ترابط ذرات الكربون رباعية التكافؤ لتكوين الجزيئات الكبيرة، وأنه يمكن الاستدلال كيميائيًا على درجة ترابط الذرات في الجزيئات.

## حياته وأعماله
كان كوبر الابن الوحيد الذي بقي على قيد الحياة لمالك ثري لمصنع نسيج بالقرب غلاسكو. درس كوبر في جامعات غلاسكو وإدنبرة، ولفترة متقطعة في ألمانيا خلال سنوات 1851-1854 م. ثم بدأ دراسته ارسمية للكيمياء في جامعة هومبولت في برلين في خريف سنة 1854 م، وفي سنة 1856 م التحق بالعمل في معمل شارلز أدولف فيرتز الخاص في كلية الطب في باريس (الآن جامعة باريس 5 - ديكارت).
نشر كوبر نظريته الجديدة في الكيمياء باللغة الفرنسية موجزةً في 14 يونيو 1858، ثم بشكل مُفصّل باللغتين الفرنسية والإنجليزية في أغسطس 1858. كانت فكرة كوبر تتمثل في قدرة ذرات الكربون على الترابط مع بعضها البعض وفق أنظمة التكافؤ، وهي الفكرة التي طرحها أوغست كيكولة أيضًا في ورقة مستقلة سنة 1857 م. ولكن لخلاف بين كوبر وفيرتز، لم تُطبع ورقته إلا في مايو 1858 بعد ورقة كيكولة، ليُصبح السبق لكيكولة في اكتشاف الترابط الذاتي لذرات الكربون. وعندما عنّف كوبر بغضب فيرتز، طرده فيرتز من معمله.
وفي ديسمبر 1858 م، حصل كوبر على عرض لمنصب أستاذ مساعد في جامعة إدنبرة، ولكن صحته بدأت في الاعتلال بعد أن انتقل غلى تلك الوظيفة. وفي مايو 1859 م، أصيب بانهيار عصبي، ودخل مصحة خاصة للعلاج. خرج كوبر في يوليو 1859 م من المصحة، لكن سرعان ما عانى من انتكاسة، قيل أنها من ضربات الشمس، وظل يُعالج حتى نوفمبر 1862 م. ولكن المرض أنهكه فلم يعد قادرًا على بذل مجهود، وظل الثلاثين سنة الباقية من حياته تحت رعاية والدته.

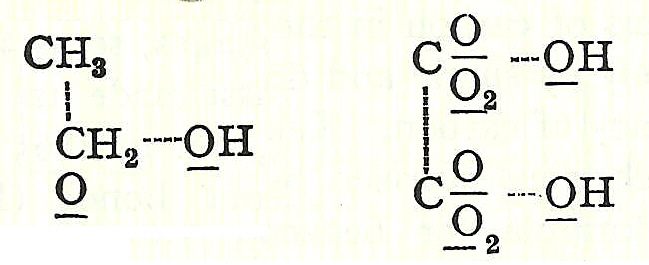
بنية كوبر لجزيئات الكحول وحمض الأكساليك باستخدام رموز العناصر للذرات، والخطوط للروابط التي افترضها سنة 1858 م.

يختلف بحث كوبر عن كيكولة من عدة أوجه. فقد كان يتقبّل فكرة الكربون ثنائي التكافؤ، وهو ما لم يتقبله كيكولة. كما حدّد عدد من الصيغ الكيميائية أكثر من كيكولة، من بينها صيغتان حلقيتان التي قد تكون ألهمت كيكولة في اقتراحه لصيغة حلقة البنزين. ضبط كوبر العدد الذري للأكسجين وحدده قيمته بثمانية بدلاً من 16، وبالتالي كانت ذرات الأكسجين في صيغ كوبر ضعف عددها في صيغ كيكولة. وأخيرًا، استخدم كوبر الخطوط المتقطعة أو المنقّطة بين الذرات في صيغه الكيميائية، فقرّبها من شكلها المتوافق عليه حاليًا. كما يبدو أنه عمله كان له تأثير على نظريات ألكسندر بوتليروف وألكسندر كروم بروان حول بنية الجزيئات.

## روابط خارجية
- أرشيبالد سكوت كوبر على موقع الموسوعة البريطانية (الإنجليزية)